# Synosis parenthesellae
Synosis parenthesellae är en stekelart som beskrevs av Broad och Shaw 2005. Synosis parenthesellae ingår i släktet Synosis och familjen brokparasitsteklar. Inga underarter finns listade i Catalogue of Life.